# Liceo Artistico

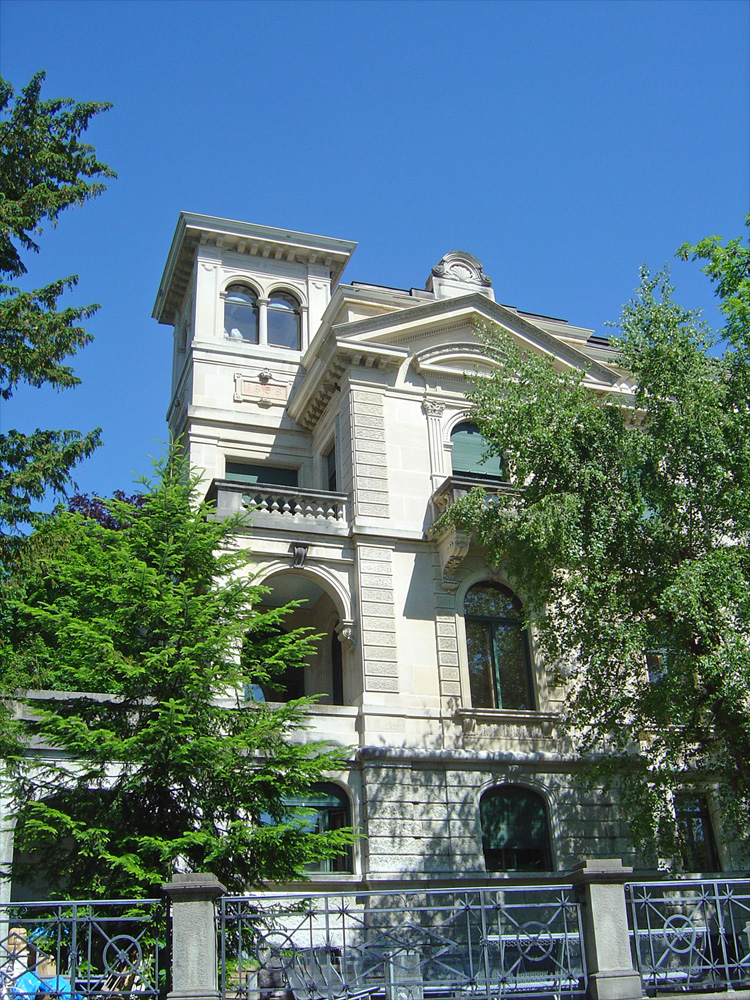
Die Villa «dem Schönen» am Parkring ist der Sitz des Liceo Artistico Zürich

Das Liceo Artistico in Zürich ist eine öffentliche Maturitätsschule des Kantons Zürich mit Schwerpunkt Bildnerisches Gestalten sowie Immersionsunterricht Deutsch-Italienisch. Die Schule wird vom Kanton Zürich und der Republik Italien gemeinsam geführt, weshalb der Maturitätsabschluss auch von italienischen Hochschulen und Kunstakademien anerkannt wird. Organisatorisch ist das Liceo Artistico Teil der Kantonsschule Freudenberg.

## Profil
Das Liceo Artistico ist ein Kunstgymnasium, das entweder an die Sekundarstufe I ab der zweiten Klasse oder aber ans Langzeitgymnasium nach der zweiten Klasse anschliesst. Als Spezialfall unter den Zürcher Maturitätsschulen, die als Kurzzeitgymnasien konzipiert sind, dauert die Ausbildung am Liceo Artistico fünf statt vier Jahre. Ausserdem besteht ein Numerus clausus von 52 Schülern pro Jahrgang. Die Ausbildung erfolgt gleichzeitig in deutscher und italienischer Sprache nach dem Prinzip der Immersion. Zahlreiche Lehrkräfte sind aus diesem Grund italienischer Muttersprache. Die Republik Italien entsendet als ihr Beitrag an die Schule jedes Jahr eine bestimmte Anzahl italienischer Lehrkräfte ans Liceo Artistico.
Der Zutritt ans Liceo Artistico erfolgt über eine spezielle gestalterische Eignungsabklärung zusätzlich zur zentralen Aufnahmeprüfung für das Kurzgymnasium. Zugelassen zur Aufnahmeprüfung sind alle Absolventen der zweiten oder dritten Klasse der Sekundarschule,  sowie der dritten Klasse der italienischen Scuola Media. Kinder die bereits im Langzeitgymnasium sind und da die zweite Klasse erfolgreich abgeschlossen haben, können ohne die zentrale Aufnahmeprüfung ins Liceo wechseln sofern sie die gestalterische Eignungsabklärung erfolgreich absolvieren.

## Geschichte
Die Gründung der Schule wurde 1986 vom Zürcher Regierungsrat beschlossen. Als Standort wurde die Villa «Dem Schönen» am Parkring in Zürich ausgewählt. Die Villa war in zwei Etappen für den Arzt Adolf Friedrich Hommel erbaut worden: 1898/1899 der Ecktrakt mit Turm und Eingängen durch Friedrich Kühn, 1902–1904 der Erweiterungstrakt mit Museumsräumen durch Chiodera und Tschudy. 1963 gelangte die Villa in den Besitz des Kantons Zürich und wurde von den benachbarten Kantonsschulen Freudenberg/Enge benutzt und war zum Abriss vorgesehen. Nach Abschluss von Umbau und Renovation der Liegenschaft durch die Architektin Tilla Theus 1980–1986 wurde das Liceo Artistico am 21. August 1989 eröffnet.